# 松島丘陵
松島丘陵（まつしまきゅうりょう）は、宮城県のほぼ中央おいて、松島湾の周辺に発達している環状丘陵である。

## 地理・地形

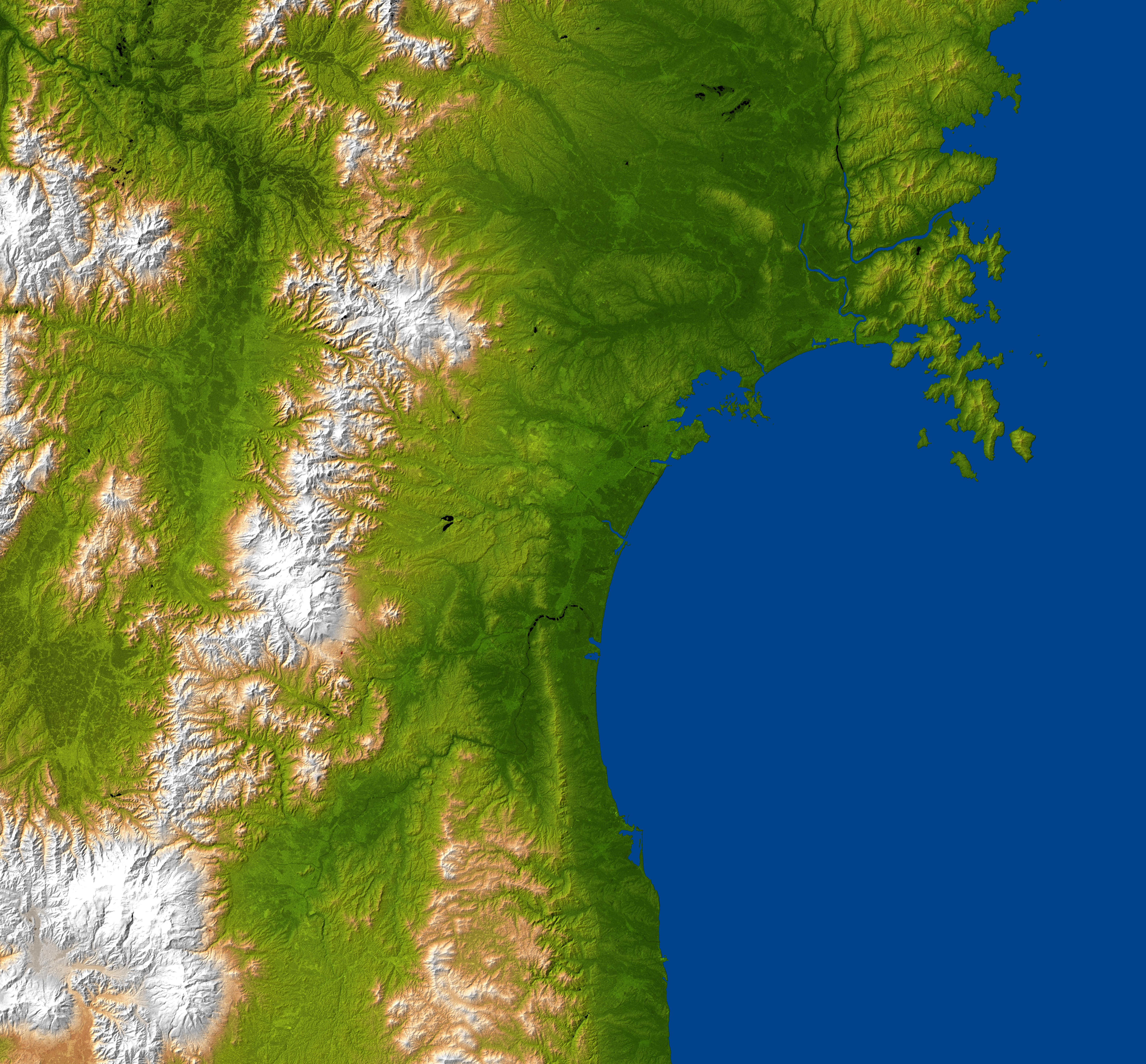
船形山から松島湾まで、丘陵地帯が続いている。

宮城県の西部には奥羽山脈が南北に連なり、複数の火山が並んでいる。宮城県西部の中ほどにある船形山から東南東方向へ奥羽山脈の支脈が延びており、これの東側が松島丘陵として発達している。松島丘陵南東部は沈水していて、これが多島海の景勝地である松島湾である。松島丘陵の南には七北田川が、北には吉田川が流れていて、吉田川を挟んで大松沢丘陵（鹿島台丘陵）（北緯38度29分9秒 東経140度59分0.3秒 / 北緯38.48583度 東経140.983417度）が松島丘陵と並行する形で発達している。松島丘陵の北東には鳴瀬川があり、これを挟んで旭山丘陵（北緯38度27分41.9秒 東経141度10分59.6秒 / 北緯38.461639度 東経141.183222度）が北向きに続いている。また、西側には長町-利府線断層帯が走り、これを挟んで富谷丘陵が連なる。ただし資料により、周囲の丘陵地を含めて松島丘陵と見なす場合がある。
松島丘陵は開析の進んだ比較的平坦な地形で、山頂部の高度は標高100メートルから210メートルの間で一定していない。ただし、100メートル以下の場所では、似たような高さの稜線が連続し、丘陵地北部では50メートル前後の定高性がある。全体的には、松島丘陵の地形は北に向かってなだらかであり、南に向かって険しく、西側が高く東側が低い。また、松島丘陵は松島湾内の地形の維持に関係しているとされる。いくつかの大河川が流れ込む仙台湾沿岸では堆積により沖積平野が形成されたが、松島湾は松島丘陵に囲まれているため、湾内で堆積が起こらず、沈水地形が今に残ったと考えられている。松島丘陵の地質は、凝灰岩、砂岩、シルト岩で構成されており、これらは波による浸食に対して脆いため、海岸に海蝕岸を発達させる。
仙台市に近接する松島丘陵（富谷丘陵）では住宅地の開発が進んでおり、県民の森、宮城県総合運動公園といった自然公園、運動公園もある。松島丘陵は地盤が安定しているため、想定される宮城県沖地震では、周囲の沖積平野と比べて震度が小さいと予想されており、工業用地や流通用地として開発された部分もある。また、松島丘陵には貝塚や城跡が点在している。里浜貝塚（国史跡、北緯38度20分18.3秒 東経141度8分36.7秒）や西の浜貝塚（国史跡、北緯38度22分54.1秒 東経141度4分56.3秒）、大木囲貝塚（国史跡、北緯38度18分11.1秒 東経141度2分37.6秒）が貝塚の例である。これらは松島丘陵の標高数十メートルの場所にある。城としては、陸奥国府の多賀城（国特別史跡北緯38度18分23.3秒 東経140度59分18秒）、利府城（北緯38度20分8.8秒 東経140度58分51.6秒 / 北緯38.335778度 東経140.981000度）、岩切城（国史跡、北緯38度18分46.2秒 東経140度56分25.5秒）、松森城（北緯38度19分2.4秒 東経140度55分10秒 / 北緯38.317333度 東経140.91944度）があった。これらは主に平野との際の丘陵凸部上にあった。

## 境界として
仙台平野は、松島丘陵より北側の「仙北平野」と、南側の「仙南平野」に分けられる。また、仙台湾では、松島湾とその東側の石巻湾が支湾として区別される。宮城県内の地域区分として、松島丘陵により県北（仙北）と県南（仙南）に分ける慣例がある。
歴史の面では、松島丘陵により北の蝦夷側と南の畿内政権側とに分けられた。松島丘陵には多賀城が置かれ、それを境として北側は黒川以北十郡、南側は名取以南十四郡として区別された。南側は早い時期から畿内政権の支配下に入ったのに対して、北側には多数の城柵が造られた。戦国時代には松島丘陵を境に、北が葛西氏や大崎氏の領土で、南が留守氏や国分氏の領土だった。畿内から東に進む山道（後の東山道）と海道（後に東海道に短縮）は、松島丘陵の南の岩沼で合流し、松島丘陵を越えるとまた山道と海道とに分かれた。
方言については、松島丘陵により、単語のアクセントにおいて、北の東京式アクセント地域と南の無アクセント地区とに分かれる。松島丘陵自体のアクセントは、両者の混在、あるいは遷移地域となっている。ただし、アクセントは異なるものの語彙は同じであり、両者とも仙台弁に含まれる。食文化の面では、松島丘陵より北側の旧・仙台藩の領域では、里芋を用いた秋の鍋料理を芋の子（汁）と呼び、鶏肉・醤油味が主流であるのに対し、南側では芋煮と呼び、豚肉・味噌味が一般的である。また松島丘陵より北側の仙台藩の地域では、餅文化が発達している。この地域では広くみられるが、町おこしに使用している宮城県内の自治体はなく、岩手県一関市が主に使用している。